# Nevada Shopping
El Nevada Shopping es un centro comercial situado en el municipio español de Armilla, en el Área Metropolitana de Granada, siendo el centro comercial más grande de la provincia de Granada y uno de los diez más grandes de España.

## Historia
El proyecto se originó en la década de los 90, con el objetivo de crear en Armilla un gran complejo comercial. El 30 de septiembre de 2005 el Ayuntamiento de Armilla le otorgó la licencia de obras a la empresa promotora General de Galerías Comerciales SA para la construcción del centro comercial.
El 5 de octubre de 2006 se dictó la paralización de las obras por indicios de "graves incumplimientos" del ordenamiento urbanístico, así como por la licencia de obras otorgada en 2005. En abril de 2007, se ordenó la paralización de las obras. En informes posteriores, se cuestionó la licencia otorgada en 2005.
El 30 de abril de 2014, el TSJA avaló la licencia municipal de 2005 emitida por el Ayuntamiento de Armilla, declarando que la Junta de Andalucía dejó precluir los plazos legales para impugnarla. Este fallo anuló la paralización cautelar que llevaba vigente desde 2007, abriendo paso a la reactivación del proyecto. El 2 de mayo de 2014, se levantó la paralización de las obras para acelerar su apertura.
La apertura del Nevada Shopping se retrasó hasta septiembre de 2015, pese a que la fecha original estaba prevista para antes del verano.
La promotora llevó a juicio el caso y finalmente el Tribunal Supremo obligó a la Junta de Andalucía a pagar a la promotora 157 millones de euros por la paralización de las obras. Finalmente, el centro comercial fue inaugurado el 23 de noviembre de 2016. La inauguración se convirtió en un éxito, reuniendo a 4.000 personas.
En el primer aniversario del centro comercial, se registraron más de 22 millones de visitas. Desde entonces, Nevada Shopping se ha consolidado, siendo el centro comercial con más afluencia de Granada, superando a otros centros comerciales, como Serrallo Plaza o Granaita.
Cada año el centro comercial acoge un árbol de Navidad de 55 metros de altura, altura similar a la de la Catedral de Granada.

## Accesos

### Por carretera

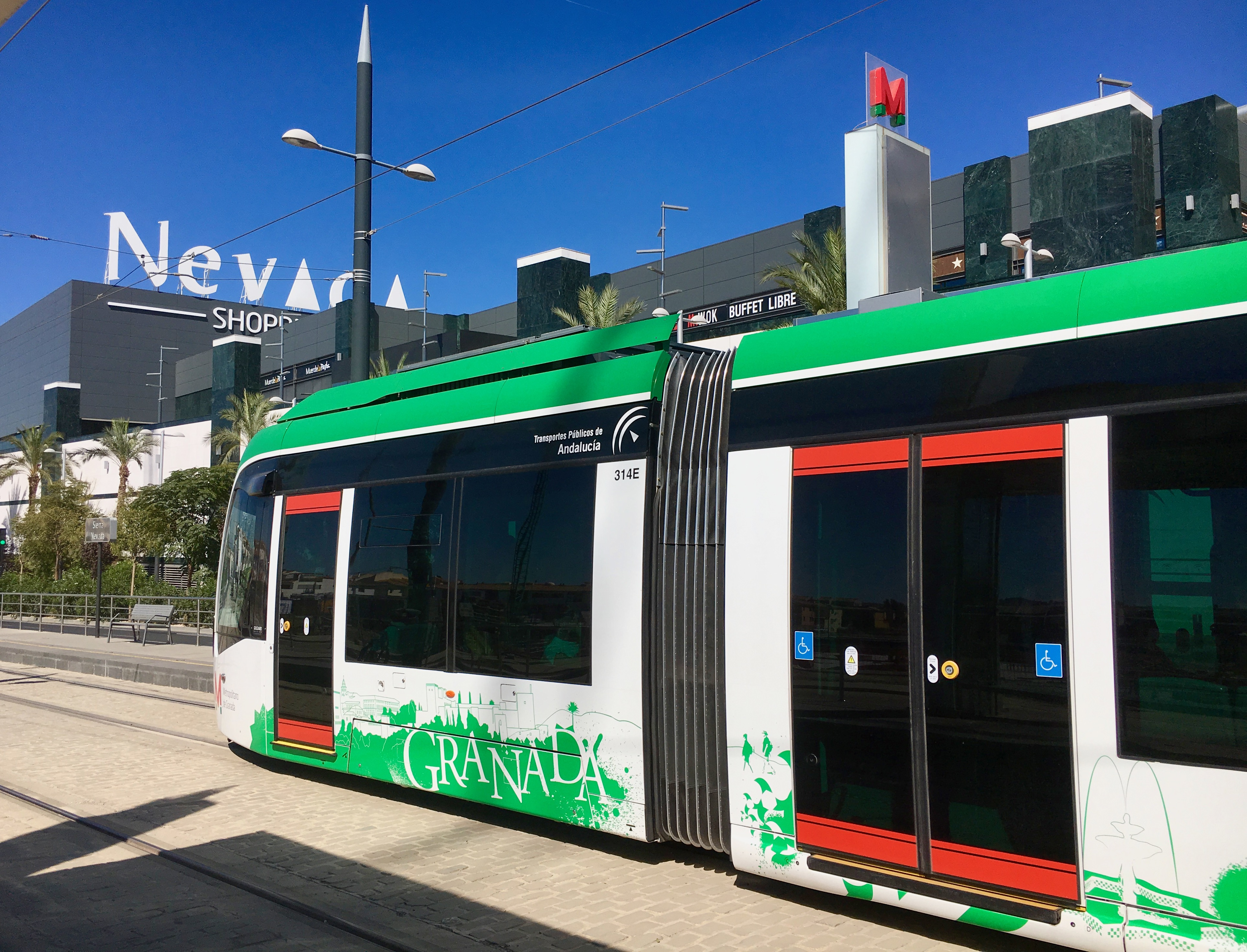
Metro parado en la Estación de Sierra Nevada, al fondo, el centro comercial

- GR-30
- N-323a
- Calle Hipócrates

### En metro
Junto al centro comercial se ubica la Estación de Sierra Nevada, que da servicio a la Línea 1 del Metro de Granada. Se trata de una estación en superficie.

### En autobús

#### Autobuses interurbanos
| Línea | Trayecto                                       |
| ----- | ---------------------------------------------- |
| 159   | Armilla - Parque Tecnológico de la Salud       |
| 160   | Granada - Alhendín - Villa de Otura            |
| 360   | Granada - Alhendín - Padul - Dúrcal - Nigüelas |

#### Autobuses urbanos
Armilla actualmente no cuenta con un sistema de autobuses urbanos, los Autobuses Urbanos de Granada cuentan con paradas relativamente cercanas al centro comercial debido a que este se encuentra en los límites de los dos municipios.
| Línea | Trayecto                                                               |
| ----- | ---------------------------------------------------------------------- |
| 4     | PTS - Bobadilla                                                        |
| S0    | PTS - Carretera de la Sierra                                           |
| U3    | Parque Tecnológico de la Salud - Campus Cartuja - Carretera de Alfacar |

## Establecimientos

### Tiendas

#### Alimentación
- Belros
- Mercadona
- Nespresso

#### Moda y accesorios
- Adolfo Domínguez
- Alcott
- Álvaro Moreno
- Antony Morato
- Benetton
- Bershka
- Bijou Brigitte
- Bimba y Lola
- Boston
- Calzedonia
- Celio
- Charanga
- Chaussea
- Chicco
- Claire's
- Cortefiel
- Deichmann
- Desigual
- El Ganso
- Encuentro
- Etam
- FC&CO
- Festina
- Geographical Norway
- Gocco
- Guess?
- Guima
- Gutteridge
- H&M
- Hawkers
- Hugo Boss
- Inside
- Intimissimi
- Invain
- Jack&Jones
- José Luís Joyerías
- Joyería Sánchez
- Kamome
- Kiabi
- Koröshi
- Lefties
- Levi's
- Macson
- Mango
- Marypaz
- Massimo Dutti
- Max Mara Weekend
- Mayka
- Mayoral
- Menbur
- Merkal Calzados
- Misako
- NewYorker
- Okaïdi
- Ovs
- Oysho
- Pandora
- Parfois
- Patricia Villanueva
- Pedro del Hierro
- Pepe Jeans
- Pimkie
- Polinesia
- Primark
- Psyco Italia
- Pull&Bear
- Punt Roma
- Purificación García
- RKS
- Roberto Martín
- Salsa
- Salvador Artesano
- Scalpers
- Scarpi
- Sfera
- Skechers
- Springfield
- Stradivarius
- Tezenis
- Time Road
- Tommy Hilfiger
- Tous
- Tuc Tuc
- Ulanka
- Wanna Sneakers
- Women' Secret
- Zara

#### Deporte
- Adidas
- Aw Lab
- Base
- Décimas
- Feel Point
- Foot Locker
- JD Sports
- Skipping
- Snipes
- Sprinter

#### Tecnología y servicios telefónicos
- Fnac
- Game
- Gramovil
- La Casa de las Carcasas
- Media Markt
- Movistar
- My Phone
- Orange
- Phone House
- Planeta Móvil Case
- Pop Mobile
- Rosellimac (Apple)
- Vodafone
- Wefix

#### Hogar
- Bedland
- Casa
- Home
- IKEA
- Kerala
- Leroy Merlin
- Loja do Gato Preto
- Maisons du Monde
- Mr. Wonderful
- Natura
- Tiger
- Tramas
- Zara Home

#### Belleza
- Equivalenza
- Extensión Manía
- Kiko
- L'Occitane en Provence
- Primor
- Rituals
- Sephora
- The Body Shop
- Yves Rocher

#### Otros
- Alain Afflelou
- Bob Hairstores
- CaixaBank (dos establecimientos)
- Campus Clinic
- Clínica Nevada
- Europiel
- Farmacia Sánchez Lillo
- General Óptica
- Hairsuite
- Imaginarium
- Juguettos
- Loterías y Apuestas del Estado
- Lovit
- Mister Minit
- Multiópticas
- Soloptical
- Tiendanimal

### Restauración
- 100 Montaditos
- Amorino
- Beher Guijuelo
- BeyKebap
- Burger King
- Cafetería Deluxe
- Casa Carmen
- Dunkin'
- El Rincón de Laura
- Five Guys
- Foster's Hollywood
- Il Gondoliere
- KFC
- La Andaluza
- La Burguesa
- La Cueva de 1900
- La Tagliatella
- M Wok
- McDonald's
- Muerde La Pasta
- PadThaiWok
- Puerta del Sol
- Puertabernina
- Ribs
- Starbucks
- Taco Bell
- Wowble
- Yoyogurt
- Yummy

### Ocio
- Kinépolis
- Nevada Kids
- Party Fiesta
- Salón de Juegos Joker[17]